# Honkin' on Bobo
Honkin' on Bobo četrnaesti je studijski album američke hard rock skupine Aerosmith koji izlazi u ožujku 2004.g. Album sadrži jedanaest cover verzija i jednu originalnu skladbu "The Grind". Zvukom na materijalu Aerosmith se bazirao na bluesu, koji podsjeća na njihov rad iz 1970-ih. Skladbe je komercijalizirao i producirao Jack Douglas, koji je i bio njihov producent u '70-tim godinama.
Honkin' on Bobo dolazi na #5 "Billboardove Top 200" ljestvice i postiže tiražu preko 590,000 primjeraka, što rezultira time da album dobije zlatni certifikat.

## Popis pjesama
1. "Road Runner" (Bo Diddley) – 3:46
2. "Shame, Shame, Shame" (Ruby Fisher, Kenyon Hopkins) – 2:15
3. "Eyesight to the Blind" (Sonny Boy Williamson II) – 3:10
4. "Baby, Please Don't Go" (Big Joe Williams) – 3:24
5. "Never Loved a Girl" (Ronny Shannon) – 3:12
6. "Back Back Train" (Fred McDowell) – 4:24
7. "You Gotta Move" (Rev. Gary Davis, McDowell) – 5:30
8. "The Grind" (Steven Tyler, Joe Perry, Marti Frederiksen) – 3:47
9. "I'm Ready" (Willie Dixon) – 4:15
10. "Temperature" (Joel Michael Cohen, Little Walter) – 2:52
11. "Stop Messin' Around" (Clifford Adams, Peter Green) – 4:32
12. "Jesus Is on the Main Line" (Tradicionalna) – 2:50

## Osoblje
Aerosmith
- Joey Kramer - bubnjevi, prateći vokali
- Joe Perry - gitara, vokal, slajd gitara, dobro, hurdygurdy
- Steven Tyler - prvi vokal, usna harmonika, pianino
- Brad Whitford - gitara
- Tom Hamilton - bas-gitara

Gostujući glazbenici
- Tracy Bonham - vokal
- Johnnie Johnson - pianino
- The Memphis Horns - bras
- Paul Santo - pianino, orgulje, Wurlitzer

Ostalo osoblje
- Producent: Jack Douglas, Marti Frederiksen, Joe Perry, Steven Tyler
- Projekcija: Paul Caruso, Marti Frederiksen, Jay Messina, Brian Paturalski, Paul Santo
- Mix: Marti Frederiksen
- Mastering: Bob Ludwig
- A&R: Steve Berkowitz, Don DeVito
- Gitarski tehničar: Greg Howard, Jim Survis
- Art direkcija: Christopher Austopchuk, David Bett
- Dizajn: Fusako Chubachi, Michelle Holme
- Fotografija: John Bionelli, Michael Coleman, Ross Halfin

## Top lista
Album - Billboard (Sjeverna Amerika)
| Godina | Top ljestvica       | Pozicija |
| ------ | ------------------- | -------- |
| 2004.  | The Billboard 200   | #5       |
| 2004.  | Top Blues Albums    | #1       |
| 2004.  | Top Canadian Albums | #5       |
| 2004.  | Top Internet Albums | #5       |

Singlovi - Billboard (Sjeverna Amerika)
| Godina | Singl                   | Top ljestvica          | Pozicija |
| ------ | ----------------------- | ---------------------- | -------- |
| 2004.  | "Baby, Please Don't Go" | Mainstream Rock Tracks | #7       |

## Certifikat
| Organizacija | Naklada | Datum             |
| ------------ | ------- | ----------------- |
| RIAA - SAD   | Zlatni  | 11. svibnja 2004. |

## Vanjske poveznice
- Honkin' on Bobo - MusicBrainz
- discogs.com - Aerosmith - Honkin' On Bobo